# Ньютон (округ, Миссури)
Округ Ньютон (англ. Newton County) — округ штата Миссури, США. Население округа на 2009 год составляло 56 121 человек. Административный центр округа — город Неошо.

## История
Округ Ньютон основан в 1838 году.

## География
Округ занимает площадь 1621.3 км2.

## Демография
Согласно оценке Бюро переписи населения США, в округе Ньютон в 2009 году проживало 56 121 человек. Плотность населения составляла 34.6 человек на квадратный километр.